# Pap (voedsel)

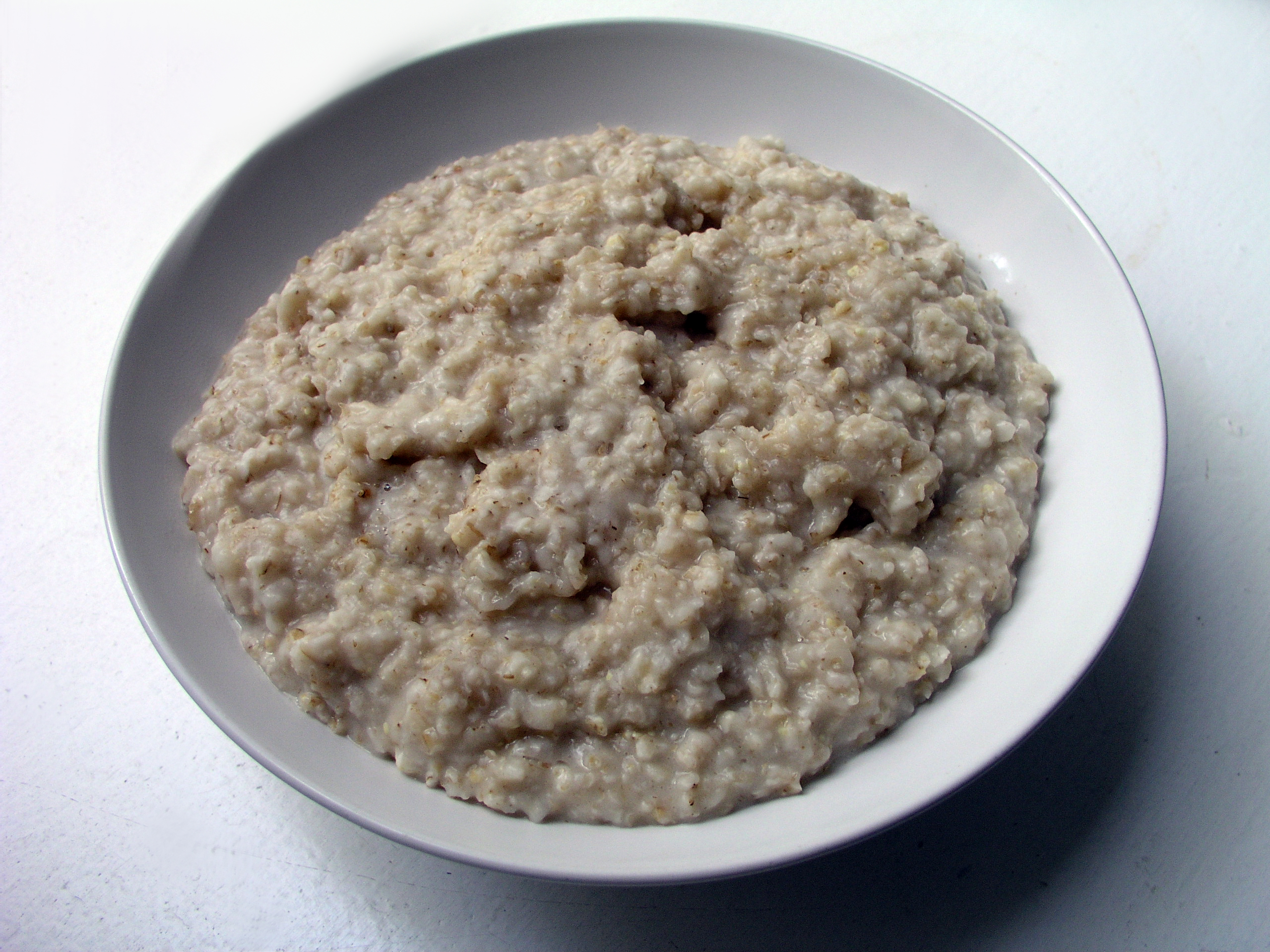
Een bord havermoutpap

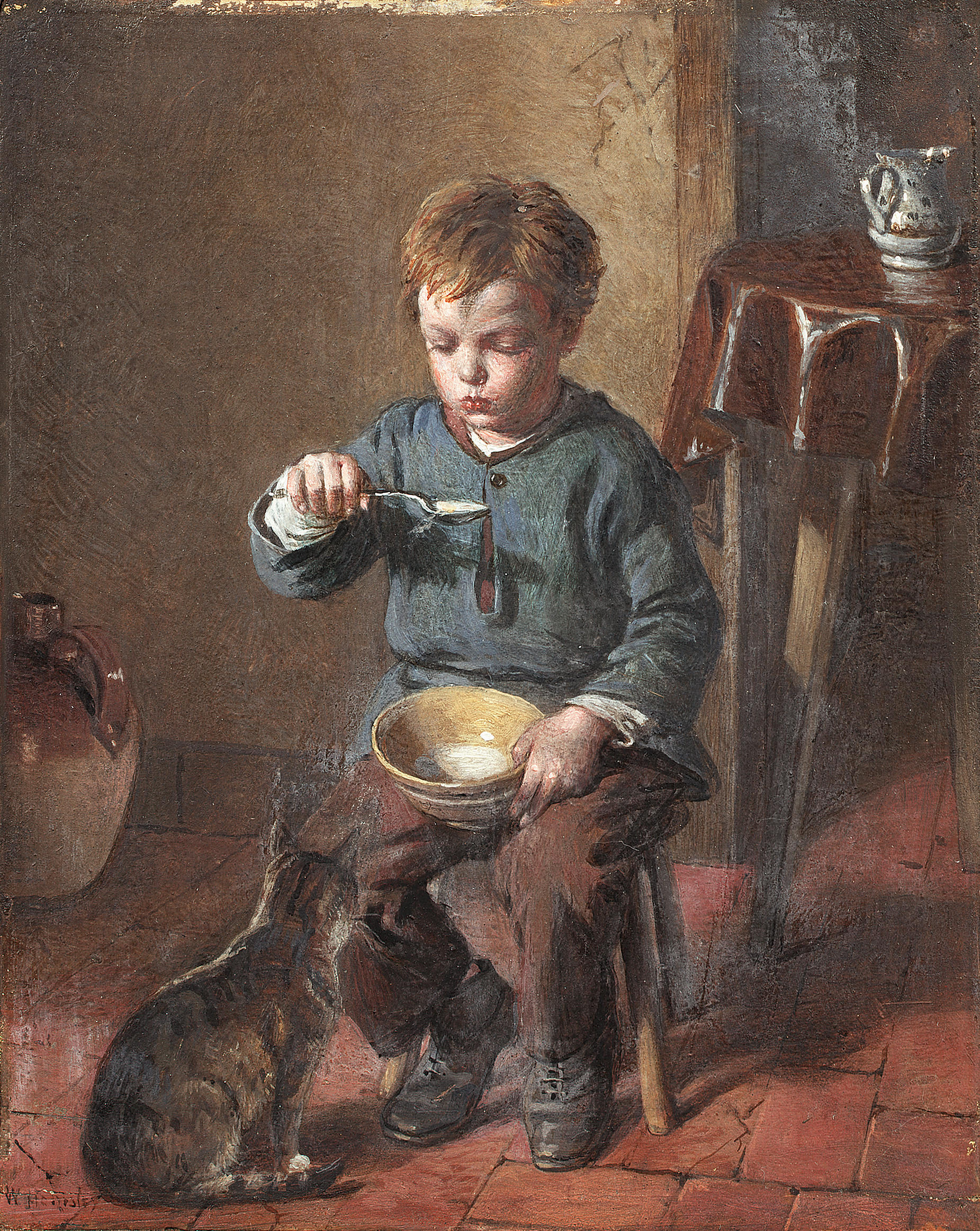
Porridge (pap) van William Hemsley (1893)

Pap is een gerecht dat meestal bestaat uit melk die is gebonden met een zetmeelproduct (zoals meel). Vaak worden aan pap nog zoetstoffen toegevoegd, zoals suiker, stroop, jam of rozijnen.  Pap wordt meestal genuttigd als nagerecht of als ontbijt.
Met "pap" wordt in de huiselijke sfeer soms elk dikvloeibaar gerecht aangeduid, als synoniem van "brij".

## Wetgeving
Volgens de Nederlandse Warenwet moeten granen of graanproducten een kenmerkend bestanddeel zijn en de samenstelling moet ten minste voor 50% uit koemelk bestaan. Het melkvetgehalte moet ten minste 2,6% bedragen.

## Soorten
- Boekweitpap
- Broodpap
- Gortepap (ook wel Gortpap genoemd)
- Griesmeelpap
- Havermoutpap
- Karnemelkse bloempap
- Lammetjespap (melk aangemaakt met kindermeel (fijne bloem))
- Rijstebrij

## Pap vs. pudding
Wanneer een pap zo dik gemaakt wordt dat hij niet meer vloeibaar is, gaat de pap over in pudding. Een zeer dikke griesmeelpap kan dan bijvoorbeeld opstijven tot griesmeelpudding. Meestal wordt aan pudding al bij voorbaat suiker of andere smaakstoffen toegevoegd.